# Chilli paprička

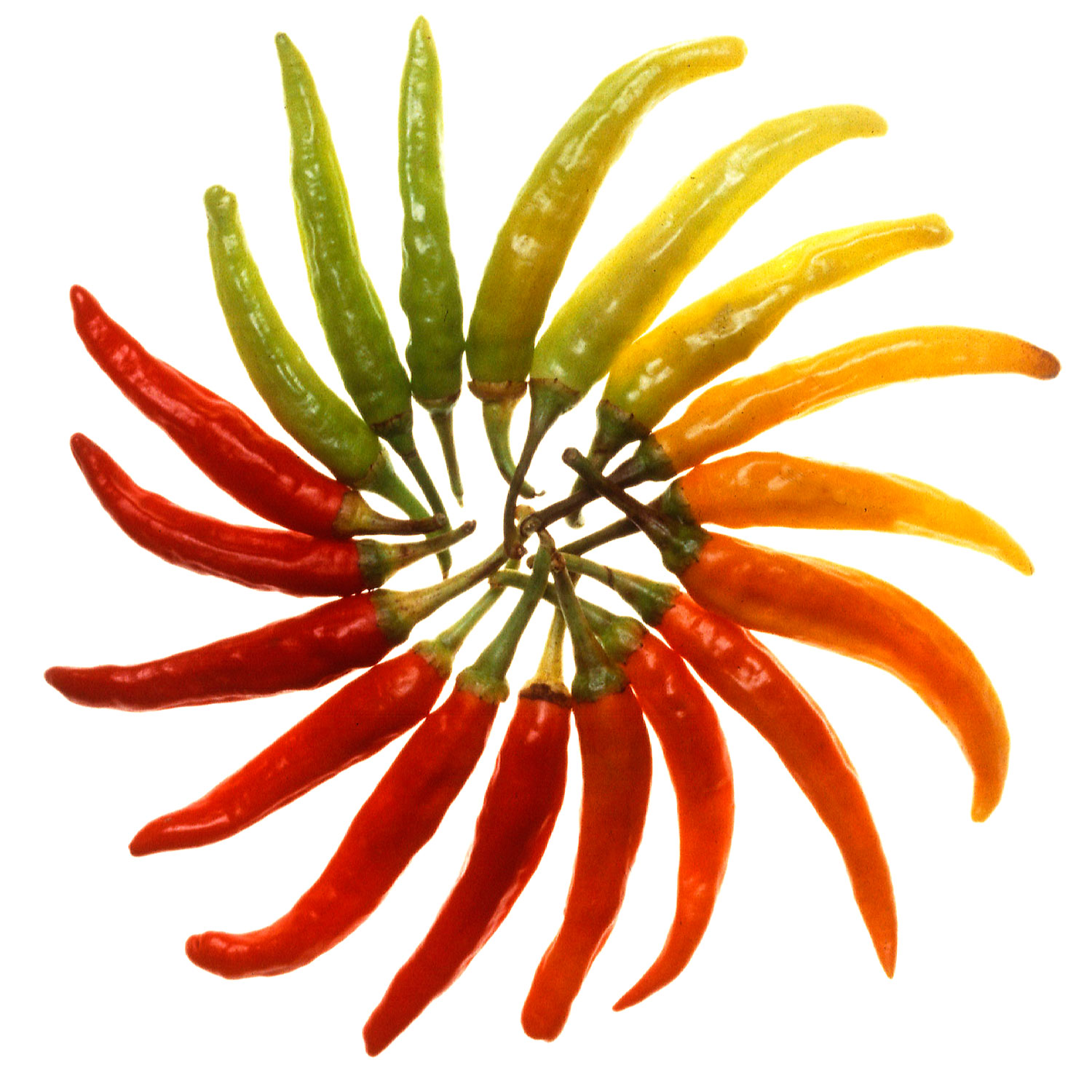
Chilli papričky různé zralosti

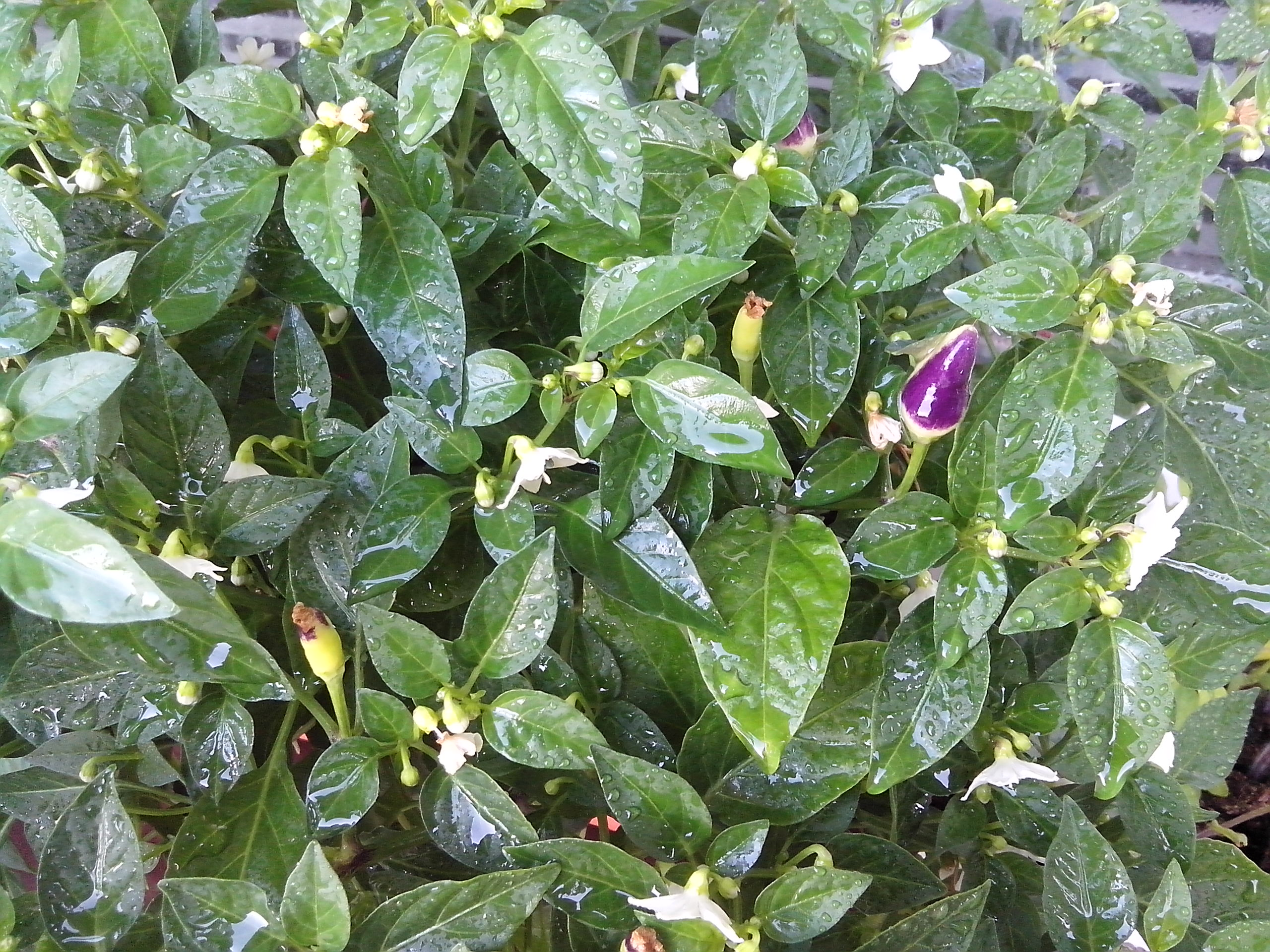
Chilli s dozrávající papričkou.

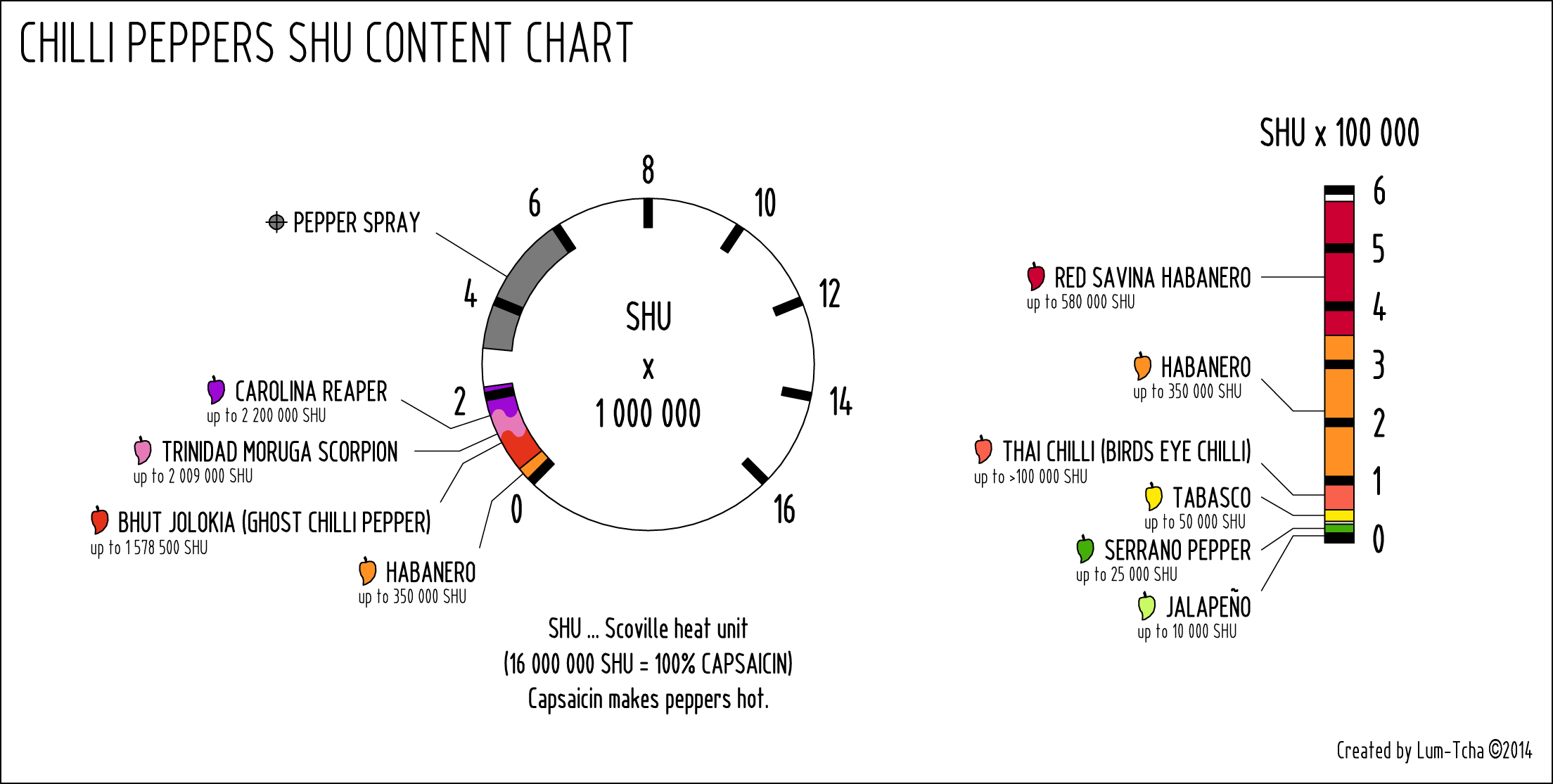
Graf porovnání pálivosti (SHU) vybraných chilli paprik.

Chilli paprička, chili paprička, čili paprička, feferonka,, kajenský pepř nebo cayenský pepř je plod především exotických druhů křovitých paprik, rostoucích v tropech a subtropech Indie, Číny, Japonska, Vietnamu, Afriky, Jižní a Střední Ameriky, zvláště Mexika. Hojně se užívají i na Balkáně.
Jedná se o malé světlejší papričky se silnou vůní. Tyto feferonky jsou ostré odrůdy zpravidla vytrvalých kořeninových paprik. Za svou pálivou chuť vděčí látce kapsaicin.
Mimo dalších látek obsahuje vitamíny C a karoten B. Podporují chuť k jídlu, ale ve větším množství dráždí pohlavní a močové ústrojí. V přiměřených dávkách působí na žaludek lépe než pepř černý. Má příznivý účinek na zažívání. Je prokázáno, že kultury, zvyklé na ostrá jídla s tímto kořením, snáze snášejí zamoření pokrmů a prostředí kolem sebe různými bakteriemi, zejména těmi vyvolávajícími průjem. Chilli vyvolává změny ve střevní sliznici, která potom leccos snese. Chili je považováno také za afrodisiakum.

## Původ
Chilli papričky pěstovali Indiáni již v předkolumbovské době, a to už od 6. tisíciletí př. n. l. Byla to jedna z prvních samosprašných plodin, které se v Americe začaly pěstovat. Po objevení Ameriky je evropští (zvláště portugalští) kupci rychle rozšířili po celém světě, protože představovaly cenné koření a náhradu za pepř. Velké obliby doznaly především v Indii, kde dnes představují nedílnou součást indické kuchyně. Z Indie se přes Osmanskou říši dostaly do Maďarska, kde z nich Maďaři vytvořili své národní koření – mletou papriku.

## Druhy
Chilli papričky se dělí na množství kultivarů, které jsou klasifikovány do následujících druhů:
- paprika čínská (Capsicum chinense)
- paprika chlupatá (Capsicum pubescens)
- paprika křídlatá (Capsicum baccatum)
- paprika křovitá (Capsicum frutescens)
- paprika setá (Capsicum annuum)

Oproti tomu kapie byla vyšlechtěna jen z jednoho druhu, Capsicum annuum (paprika setá).

## Superchilli a nejpálivější papričky na světě
Jedny z nejpálivějších papriček mají svůj původ na indickém subkontinentu. Tamní chilli se honosí příznačným názvem Bhut Jolokia (Ghost Pepper), tedy „chilli démon“ a používá se jako donucovací prostředek místní policie a vojenských složek, kde slouží jako náplň kouřových granátů. Podle nepotvrzených zvěstí prý došlo k úmrtí chlapce, který „démona“ omylem pozřel.[zdroj⁠?!]
Bhut Jolokia byla až do roku 2007 považována za nejpálivější papričku na světě až 1 041 427 jednotek Scovilleovy stupnice (SHU). Dnes již známe i papričky, které dosahují více než dvojnásobku této hodnoty a Bhut Jolokia je dnes osmou nejpálivější papričkou na světě.
| 11 nejpálivějších chilli papriček na světě | 11 nejpálivějších chilli papriček na světě |
| ------------------------------------------ | ------------------------------------------ |
| Pepper X                                   | 2 693 000 SHU                              |
| Carolina Reaper                            | 2 200 000 SHU                              |
| Trinidad Moruga Scorpion                   | 2 009 231 SHU                              |
| 7 Pot Douglah                              | 1 853 936 SHU                              |
| 7 Pot Primo                                | 1 469 000 SHU                              |
| Trinidad Scorpion “Butch T”                | 1 463 700 SHU                              |
| Naga Viper                                 | 1 349 000 SHU                              |
| Ghost Pepper (Bhut Jolokia)                | 1 041 427 SHU                              |
| 7 Pot Barrackpore                          | cca 1 000 000 SHU                          |
| 7 Pot Red Giant                            | cca 1 000 000 SHU                          |
| Red Savina Habanero                        | 500 000 SHU                                |

## Kajenský pepř
Tento český název často označuje prášek ze sušených chili papriček různých odrůd. Má žlutou až červenou barvu a velmi palčivou chuť. Název je nepřesný a vznikl nesprávným překladem z angličtiny, kde „pepper“ znamená jak pepř, tak i papriku, včetně chilli. Slovo „kajenský“ je počeštěným názvem jedné z odrůd, papričky Cayenne.

## Množení
Chilli papričky se množí semínky. Ta jsou kulatá, zploštěná, zpravidla vrásčitá žluté barvy. Časem semínka postupně hnědnou což může ukazovat nižší kvalitu a klíčivost semínek. Semena mají vysokou klíčivost kolem 95 % a mohou si klíčivost zachovat i několik let.

## Pěstování
Papričky lze s úspěchem pěstovat i v našich podmínkách, vyžaduje se však speciální postup, který lze rozdělit na tři důležité kroky.
- Předpěstování – Začátkem nového roku se osivo v bytě umístí do zeminy a vyčká se na vyklíčení a první děložní lístky.
- Přesazení – Po zesílení rostliny následuje přesazení do menšího samostatného kořenáče, ve kterém chilli čeká na příhodné venkovní podmínky.
- Výsadba – S příchodem prvních jarních dní s jistotou absence mrazivého rána lze přistoupit k finální výsadbě na kýžené místo do skleníku. Rostlina vyžaduje dostatek tepla i světla, nenáročná je naopak na zálivku. Potřebné živiny dodá pravidelné hnojení.
- Vegetační doba – Chilli papričky jsou zpravidla pěstovány jako jednoleté. Při správném zazimování (je nutné ochránit před mrazy) lze pěstovat i jako víceleté. Papriky jsou stáleplodící, výhodou víceletého pěstování je bohatší a časnější úroda.